# Massacre de Turin (1864)
Pour les articles homonymes, voir Massacre de Turin.
Le massacre de Turin en 1864 est une répression exercée par certains membres de l'armée royale (principalement des carabiniers étudiants) lors des journées du 21 et du 22 septembre sur des manifestants civils. Les affrontements surviennent lors de manifestations populaires en raison du transfert de la capitale du royaume d'Italie de la ville piémontaise à Florence.
Dans l'après-midi du 21 septembre 1864, après une matinée émaillée d'affrontements entre des manifestants et les forces de l'ordre Piazza San Carlo, une foule de civils armés de bâtons se dirigent vers le siège du ministère de l'intérieur à piazza Castello. Le bâtiment est alors défendu par des élèves carabiniers qui tirent sur les civils faisant 15 victimes. La soirée suivante, le 22 septembre, de nouveaux troubles ont lieu piazza San Carlo où des carabiniers apprentis, prenant part au maintien de l'ordre tirent indistinctement sur les civils, touchant par la même occasion un bataillon d'infanterie présent sur la place qui, se croyant pris pour cible, riposte. Les échanges de coups de feu font 47 victimes civiles et militaires.
Ces événements provoquent la chute du gouvernement Minghetti et de nombreuses enquêtes de la part des commissions parlementaires. Toutefois, les personnes arrêtées bénéficient d'une amnistie générale en février 1865.

## Prémisses: le transfert de la capitale

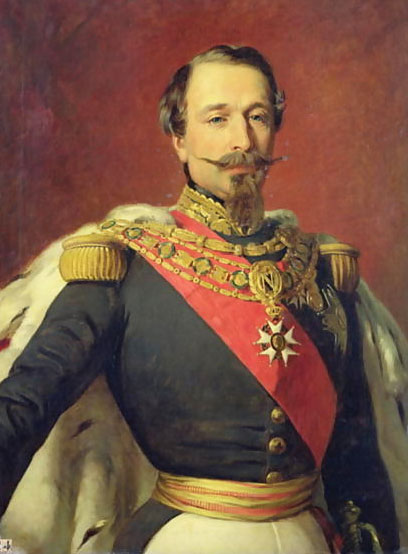
Napoléon III

En juin 1864, profitant d'une rumeur sur la santé du pape Pie IX et sur de possibles soulèvements dans les États pontificaux, le président du conseil Marco Minghetti envoya Gioacchino Napoleone Pepoli à Paris pour rencontrer l'ambassadeur alors en poste dans la capitale française Costantino Nigra afin de trouver un accord pour le retrait des troupes françaises auprès du Saint-Siège. Pour conclure l'accord, Napoléon III demanda une garantie de la part du royaume italien pour ne pas attaquer Rome, ville perçue comme capitale idéale par une partie des politiciens de la péninsule depuis 1861. Pepoli demanda alors le transfert de la capitale italienne dans une autre ville pour donner une garantie à la France. Louis-Napoléon était alors favorable à la mise en place d'un accord avec une telle décision de la part de Turin. Victor-Emmanuel II fut informé au retour de Pepoli en août.
« Il Re accolse la clausola del trasporto, non solo con ripugnanza, ma dirò con dolore. Ebbe molte conferenze con Minghetti e con Pepoli. Parve per qualche momento alquanto scosso, poi prese tempo a pensarvi durante una assenza da Torino. »
« Le Roi accepte la clause du transfert, non seulement avec dégoût mais aussi avec, je dirais, de la douleur. Il eut de nombreuses réunions avec Minghetti et Pepoli. Il parut de nombreuses fois troublé, puis pris le temps d'y réfléchir pendant une absence de Turin. »
— Lettre du ministre Emilio Visconti Venosta à l'ambassadeur Nigra.
Minghetti communiqua à Menabrea le 11 septembre 1864 que le roi acceptait le traité, transférant la capitale à Florence pour des raisons essentiellement stratégiques.
La convention de septembre fut officiellement signée le 15 septembre 1864. À la demande du monarque, cette décision devait rester secrète au moins pour les six prochains mois. En effet, il fallait pour le roi que cette décision ne paraisse pas avoir été le « résultat d'une pression de la part d'un gouvernement étranger ».

## Diffusion de la nouvelle à Turin

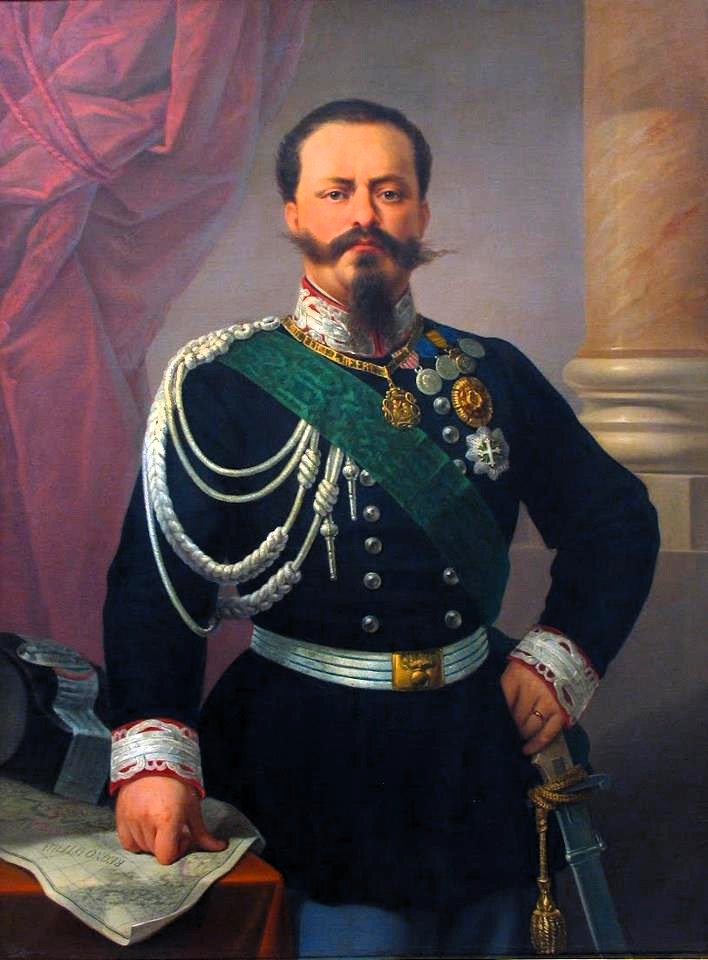
Victor-Emmanuel II

Malgré la réserve ministérielle sur le traité, les détails de l’accord commencèrent à se diffuser depuis le 26 août de la même année. Les journaux de la capitale piémontaise assumèrent selon leurs affinités politiques différentes positions à propos de l’accord. Le gouvernement Minghetti pouvait compter sur la Gazzetta ufficiale, porte-voix du ministère, et sur l’Opinione, dirigé par Giacomo Dina. Aussi, des journaux comme la Stampa — à ne pas confondre avec le quotidien homonyme contemporain —, dirigé par Paulo Fambri, lié à Ubaldino Peruzzi et à Silvio Spaventa, ou encore la Gazzetta di Torino, liée à Luigi Frederico Menabrea. Enfin, il y avait les journaux la Discussione du sénateur Carlo Alfieri di Sostegno, la Monarchia nazionale lié à Urbano Rattazzi rattaché au centre-gauche et le Diritto positionné à gauche tout comme le journal de Giambattista Bottero.
Au 16 septembre, le lendemain de la signature de la convention, l’Opinione publia ledit document, sans faire mention du protocole secret concernant l’information. Au 18 septembre, la Gazzetta del popolo publia un article sur la fausse nouvelle diffusée la veille selon laquelle le transfert de la capitale à Florence fut une condition imposée par la France. La diffusion de nouvelles éparses et changeantes apportèrent leur lot d’hypothèses et d’accusations envers le gouvernement. À cela s’ajoute des rumeurs de cessions territoriales d’une partie du Piémont à la France.
Au 20 septembre, une manifestation de cinq à six mille personnes traversa les rues turinoises aux cris de « Abbasso il ministero!, Roma o Torino!, Abbasso la convenzione!, Viva Garibaldi! ». Le déplacement de la capitale était principalement vécu comme une menace pour la croissance économique de la ville.
« [I]n mezzo a tutte queste considerazioni, balenò altresì nell'animo de' cittadini agiati il pensiero di mille interessi offesi, e delle gravi condizioni che il trasporto preparava alla città di Torino, la quale con tanto slancio si era impegnata in lavori, in ispeculazioni ed in industrie che forse mal potevano prosperare quando ne fosse tolta repentinamente la sede del Governo. »
« Au milieu de toutes ces considérations, les citoyens agités, troublés et inquiets à la pensée du transfert de la capitale depuis Turin, leur ville qui s'est tant impliquée dans l'industrialisation, l'investissement et le travail. Cette pensée ne pouvait qu'aboutir à la fin de la prospérité de leur ville quand elle ne sera plus le siège du gouvernement
. »
Par la suite, une centaine de personnes se regroupa piazza Castello pour protester avec ardeur au siège de la Gazzetta di Torino sans pour autant provoquer de heurts. Le regroupement se dispersa par la suite sans incidents. Le journal ce jour-là avait publié un article qui, favorable à la convention, aurait dû apaiser les Turinois. En effet, l'article fut « envoyé au journal par la cour sur la volonté du roi, ce dernier manqua son objectif en produisant l'effet inverse de celui escompté, et ceci alors que personne au palais royal n'eut le bon sens d'en déconseiller la publication »,,.
« L'articolo fu infatti compilato, ma così male, che sortì l'effetto contrario, benché siasi interpretato assai peggio di quanto meritava, diventando così la causa occasionale dei dolorosi eventi successivi. »
« L'article fut en fait rédigé d'une si mauvaise façon, qu'il en sortit l'effet inverse, produisant une interprétation erronée aux dimensions encore plus fortes qu'il ne le méritait, devenant par la suite la cause des douloureux événements qui suivirent. »

Dessins de presse d'Adolfo Matarelli.
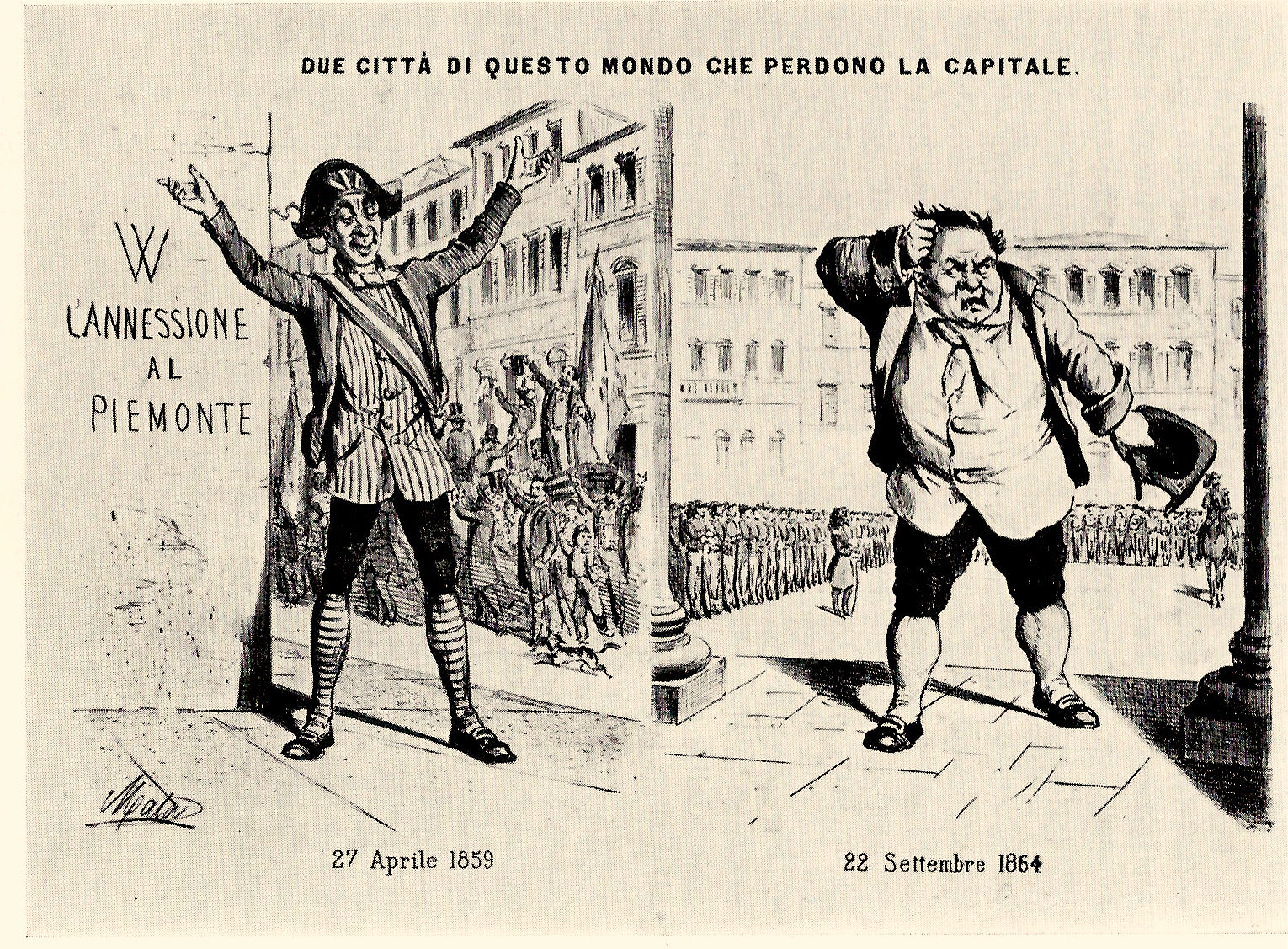
Due città di questo mondo che perdono la capitale (Il Lampione, 1864). Image représentant la joie des plébiscites de 1859 et le sentiment après les événements du 22 septembre.
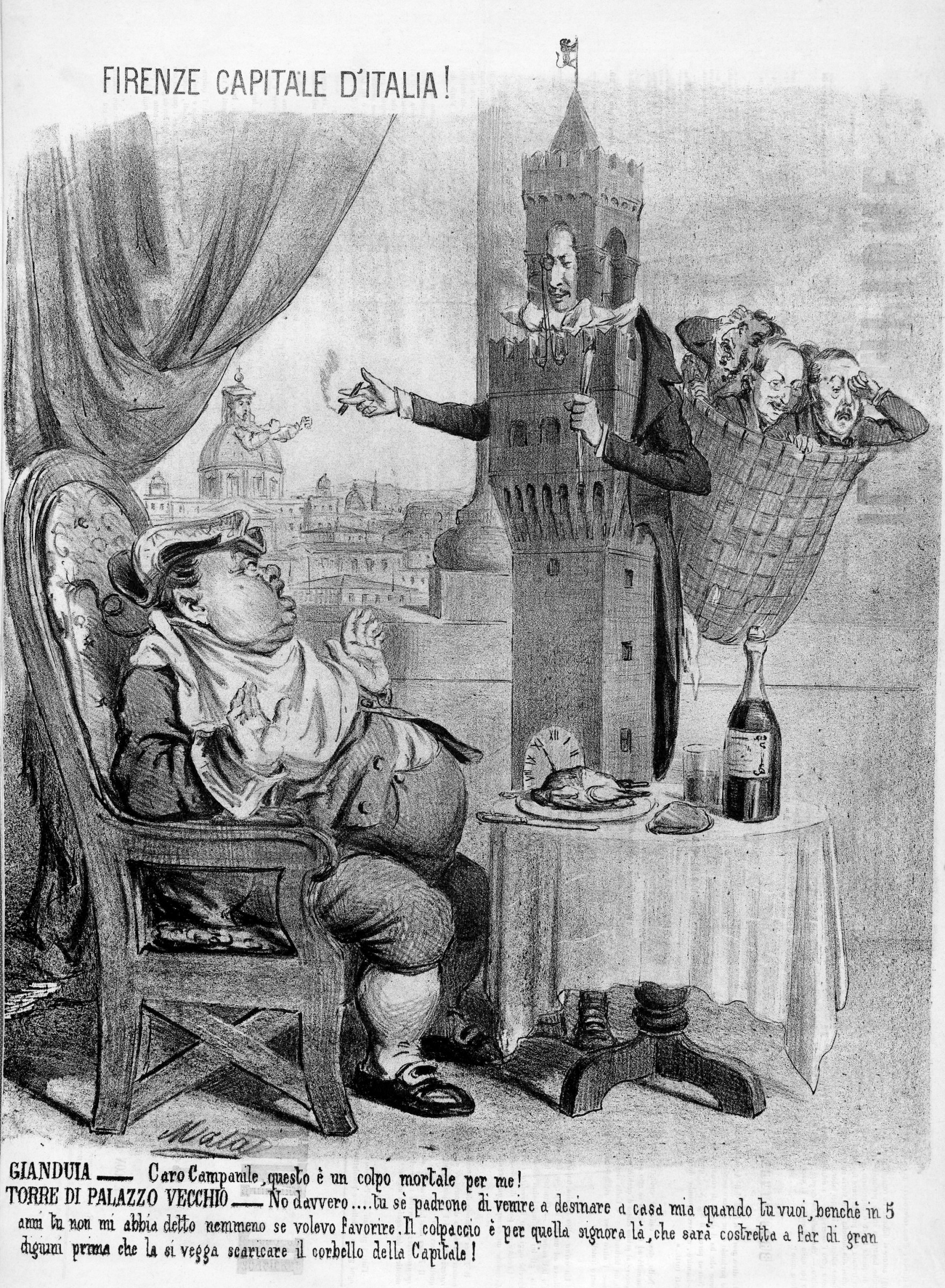
Firenze Capitale d'Italia (Il Lampione, 24 septembre 1864). Image représentant le Duomo de Florence parlant à un campanile sur le fait que l'objectif sera bel et bien Rome, où les politiciens qui se trouvent dans le panier attendent de descendre.

## "Tristi fatti": les journées de répressions

### 21 septembre

#### Après-midi

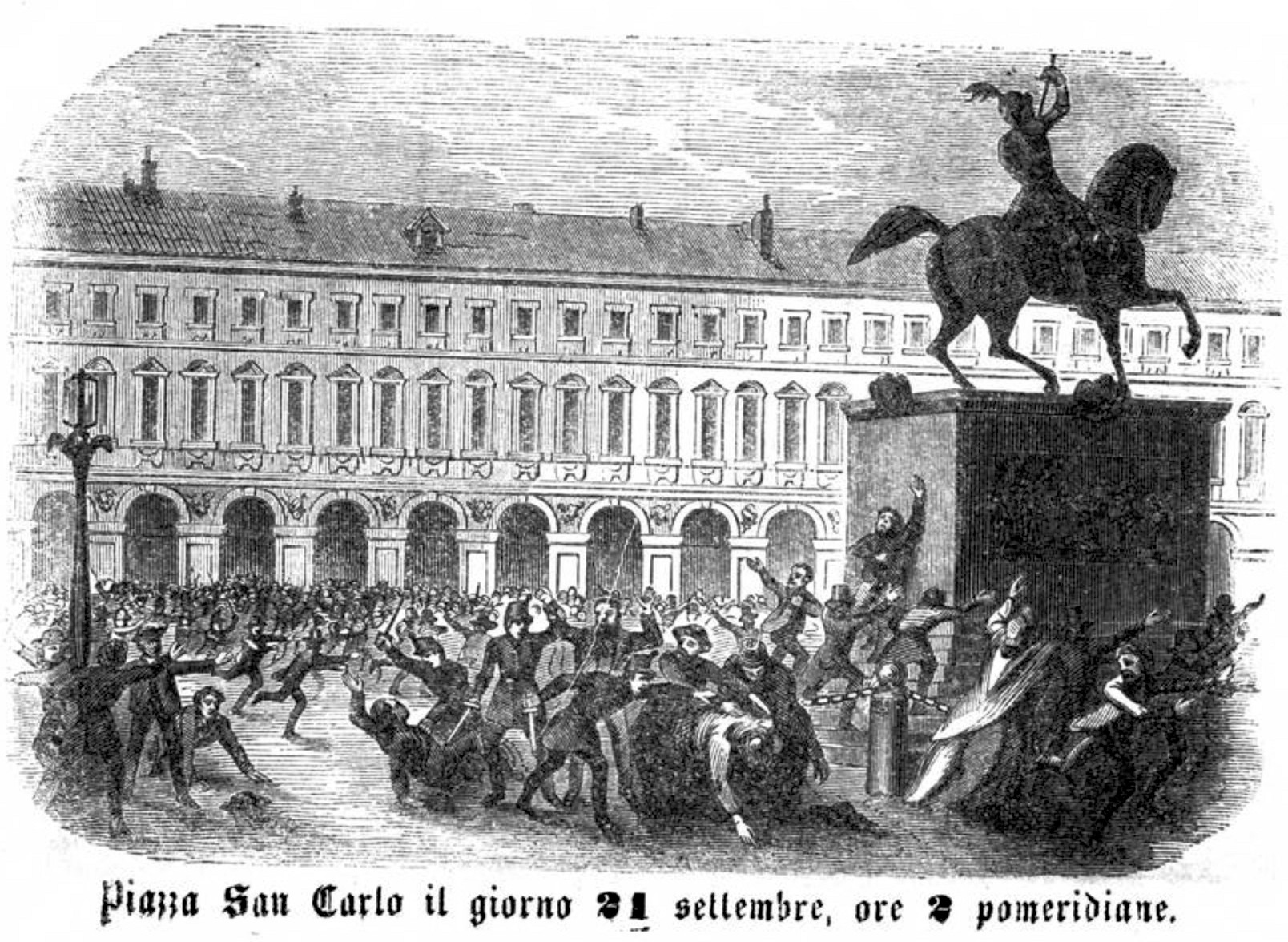
Piazza San Carlo lors des échauffourées de l'après-midi.

Le conseil communal extraordinaire fut convoqué à 14 h avec pour ordre du jour le transfert de la capitale. Sous les fenêtres du conseil se rassemblèrent un nombre important de personnes venues pour avoir des nouvelles. Parmi eux, certains manifestants étaient aussi présents et brulaient des exemplaires de La Gazzetta di Torino.
Alors qu'aucune nouvelles ne s'échappaient du conseil communal, les manifestants se dispersèrent rapidement alors qu'un groupe se dirigea vers la piazza San Carlo pour se diriger une nouvelle fois vers le siège de La Gazzetta di Torino avec quelques drapeaux italiens. Le propriétaire du journal fit appel à la préfecture de police pour avoir de l'aide. Alors que certains manifestants tentèrent de rentrer dans les locaux du journal, l'ordre de disperser les rassemblements, de saisir les drapeaux et d'arrêter les personnes qui les portaient fut émis de la préfecture turinoise. De nombreux gardes de la sécurité publique (principalement des élèves) se rendirent sur les lieux du soulèvement sabre au clair contre les civils qui, pris de surprise, réagirent en lançant des pierres contre les forces de l'ordre. Ces derniers allèrent au contact de la foule et suivirent les manifestants dans les rues adjacentes, touchant et jetant à terre tous les passant aux alentours, parfois même les personnes qui étaient chargé de la défense des locaux du journal.
« Attratti da alcune grida ci siamo tutti affacciati alla finestra, ed abbiamo veduto un centinaio circa di persone abbastanza sparpagliate, unite intorno ad un uomo che portava una bandiera. Sentivamo delle grida confuse, fra le quali distinsi un non so che contro la Gazzetta di Torino. Il centinaio di persone, che vedevamo sotto la nostra finestra, guardavano manifestamente a qualche cosa che stava succedendo sotto il portico ; ma tranne pochissimi che di quando in quando emettevano dei gridi, il loro contegno non aveva niente di minaccioso.
Tutto ad un tratto vedemmo uscire dalla Questura una colonna di guardie di pubblica sicurezza, guidate da un ufficiale, che non potevano essere meno di sessanta. La colonna marciò a passo lesto senza proferir parola e senza che le persone contro le quali venivano si allontanassero ; e nell'atto che l'ufficiale dette di piglio alla bandiera per strapparla di mano a chi la teneva, gridando un non so che, che per le conseguenze ritenemmo un ordine d'impugnare le armi e di usarne ; tutte le guardie ad un tratto, sfoderata la daga, si misero a sciabolare a dritta e sinistra quel gruppo di persone che stavano sulla piazza – si noti bene sulla piazza e non sotto il portico – correndo appresso a chi cercava di salvarsi colla fuga, e percuotendo senza misericordia.
Vedemmo allora delle scene da far rabbrividere, fra le quali uomini isolati battuti e trascinati da quattro o cinque guardie. »
« Attirés par quelques cris, nous nous approchâmes tous des fenêtres et nous vîmes environ une centaine de personnes éparpillées, rassemblées autour d'un homme portant un drapeau. Nous entendîmes des cris confus parmi lesquels certains furent dirigés contre la Gazzetta di Torino. La centaine de personnes réunie sous nos fenêtres semblaient regarder quelque chose qui se passait sous le portique. Outre certains éléments qui émirent des cris, le cortège ne parut en rien menaçant.

D'un coup nous vîmes sortir de la préfecture une colonne d'une soixantaine de gardes de sécurité publique, guidée par un officier. La colonne marcha d'un pas léger sans proférer aucune parole et sans provoquer de mouvements de foule. Quand l'officier demanda de prendre le drapeau au manifestant qui le brandissait, un cri venant de je ne sais où eut pour effet d'ordonner de sortir les armes et de les utiliser. Tous les gardes, d'un coup, mirent leurs sabres au clair et fondirent sur les manifestants présents à droite et à gauche de la place — bien noter que cela se passa sur la place et non sous le portique —, courant après toutes personnes qui cherchaient à s'échapper et les percuter sans pitié aucune.

Nous vîmes alors des scènes à faire froid dans le dos, où des hommes isolés se firent battre et trainer par quatre ou cinq gardes. »
— Témoignage de Mattia Montecchi (it)
Vingt-neuf personnes furent transférées à la préfecture de police, parmi lesquels quelques blessés. Un nouveau groupe se forma au pied de l'immeuble et les gardes ressortirent avec toujours les armes à la main mais furent arrêtés par leurs supérieurs. Le groupe à l’extérieur, devenu conséquent, demanda la libération des personnes arrêté considérant l'action des garde disproportionnées. Ils lancèrent alors des pierres contre les fenêtres du bâtiment.
La préfecture fut alors assiégée et une délégation de la junte communale composée de Rignon, Pateri Corsi, Moris et Villa tentèrent de calmer la foule et conseilla au préfet de relâcher les personnes arrêtées et de rendre les drapeaux saisis afin d'obtenir un retour au calme sur la place,.

#### Soirée

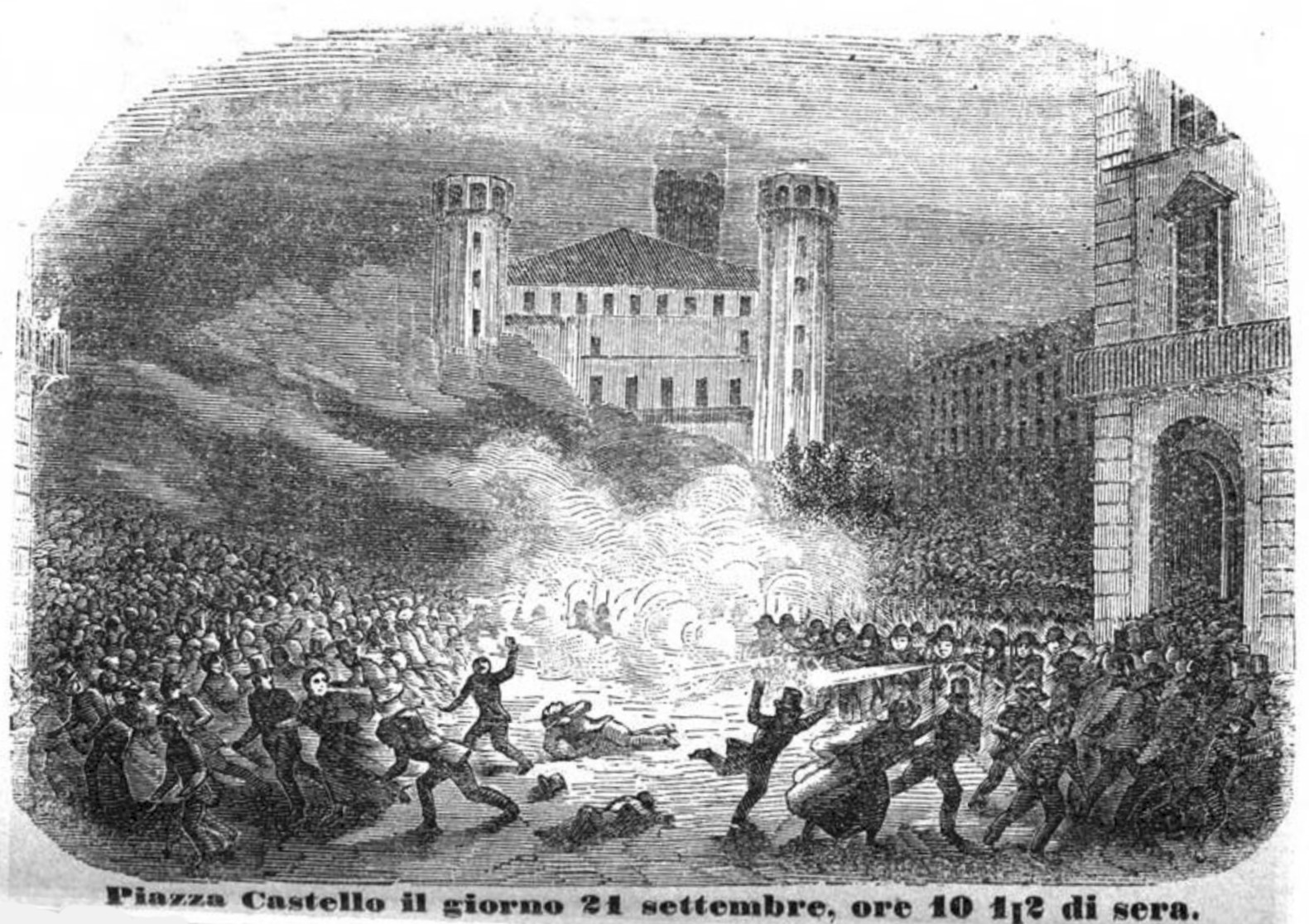
Piazza Castello, le 21 septembre à.

Divers rassemblements se formèrent en ville à partir de 17 h, d'abord sous les fenêtres de la mairie puis près de la résidence du maire. Ce dernier chercha à convaincre les manifestants de respecter la loi.
Sur la piazza San Carlo une foule se forma pour protester contre la La Gazzetta di Torino et contre la préfecture de police. Des carabiniers armés de fusils furent déployés sur place. Ils furent suivis par de nombreux autres corps de l'armée dont les Bersagliers, la cavalerie et l'infanterie alors que la garde nationale parcourait les rues adjacentes. Le but était de vider la place et de la maintenir en l'état. Malgré quelques jets de pierres de la part des manifestants, ces derniers se firent plus rare.
Sur la piazza Castello furent disposés deux escadrons (dont un d'élèves carabiniers) qui dispersèrent un premier groupe qui se dirigeait vers le ministère de l'intérieur. Un autre groupe de manifestants, armé de bâtons, entra sur la place et se dirigea vers le ministère et par conséquent vers les élèves carabiniers. Après quelques heurts, deux coups de feu furent tirés, suivis d'un tir nourri dirigé contre la population. Après un premier moment d'incompréhension, la place se vida et il ne resta plus que des blessés et des morts.
« Io mi trovava alla testa vicino al tamburino e proseguissino verso i portici, dove si trova il confetturiere Anselmo, e quivi trovandosi schierati gli Allievi carabinieri, mi avvicinai ad essi nell'intendimento che essi aprissero i ranghi come avea fatto la truppa di linea nella via Nuova, ma invece i Carabinieri chiusero i ranghi e ci appuntarono le baionette, specialmente contro la bandiera tricolore che era stata presentata appunto per far aprire i ranghi onde fare dimostrazione sotto il Ministero. Un ufficiale fece segno ai soldati di alzare i fucili, ma in quell'istante parti un colpo di fucile dal punto estremo di sinistra, ed io fuggii sentendo altri colpi successivi scaricati dai Carabinieri nelle diverse direzioni anche contro i fuggenti. »
« Je me trouvais vers l'avant du cortège quand ils continuèrent vers les portiques, où se trouve le pâtissier Anselmo, et ici se trouvaient les élèves carabiniers. Je m'étais alors approché d'eux en attendant qu'ils ouvrent leurs rangs comme ils l'avaient fait via Nuova. Mais à l'inverse, ils se refermaient encore davantage et dirigèrent leurs baïonnettes vers nous et plus spécialement vers le drapeau qui était présent à la tête du cortège pour ouvrir les rangs et le faire flotter sous le ministère. Un officier fit signe aux soldats de lever leurs fusils. Mais à cet instant un coup de feu partit à l’extrémité gauche, et je partis en entendant d'autres coups de feu éclater dans diverses directions, y compris après les personnes qui tentèrent de fuir. »
— Témoignage de Carlo Muttis
Les secours vinrent en aide aux victimes. Il se forma un nouveau rassemblement qui lança des pierres vers les carabiniers qui se retirèrent vers le ministère. Dans la nuit, les bersagliers arrêtèrent huit personnes qui avaient volé des armes dans une armurerie.

### 22 septembre
Réactions aux événements de la veille
Un changement de communication entre le roi et Marco Minghetti intervint le matin suivant la première répression.
« I tristi fatti accaduti mi addolorano. Lei sa che li avevo preveduti. Rendo ministero responsabile ristabilimento ordine. Pubblichi stato d'assedio se è necessario. Faccia venire truppa fin che basti. Non voglio essere testimonio di cose così dolorose. Mi recherò a Torino appena ordine ristabilito. »
« Les tristes faits survenus m'ont peinés. Vous savez que je les ai prévenus. Je donne la responsabilité au ministre de rétablir l'ordre. Mettez en place l'état de siège au niveau national si cela est nécessaire. Faites venir les troupes suffisantes pour cela. Je ne veux pas être témoin de choses aussi douloureuses. Je rejoindrai Turin une fois que l'ordre sera rétabli. »
— Victor-Emmanuel II à Marco Minghetti, le 22 septembre à 8 h 30
« Finora nessun disordine: però si parla molto di disordini per questa sera. Il Generale Della Rocca ha dato tutte le disposizioni. Sappiamo che il partito d'azione cerca d'impadronirsi del movimento. »
« Jusqu'à maintenant, il n'y a eu aucun désordre même si beaucoup de personnes en parle à propos de cette soirée. Le Generale Della Rocca a correctement rempli ses tâches. Nous savons que le partito d'azione cherche à prendre la tête de ce mouvement. »
— Marco Minghetti à Victor-Emmanuel II, 22 septembre.
« Se non vengo ancora questa sera a Torino è perché desidero che i guai si finiscano e non vorrei essere testimonio occulare del sangue cittadino versato nel paese che mi vidde nascere. [...] Bisognerebbe combinare col Sindaco una deputazione che venisse da me a Torino a chiedere scusa e che si raccomandasse per qualche modificazione favorevole che calmasse e contentasse i cittadini traviati per eccesso d'amore. Profitti di quest'occasione per fare arrestare tutti i capi popolo, i mazziniani, i birbanti di ogni specie, senza di ciò li avremo un altro giorno in un'altra città. Ne lasci la risponsabilità al generale Della Rocca, se ella vuole. »
« Si je ne viens pas ce soir à Turin, c'est parce que je désire que les troubles se terminent et je ne veux pas être le témoin oculaire de l'effusion de sang des citoyens dans le pays qui m'a vu naître. [...] Il faudrait mettre en place avec le maire une députation qui viendra à moi pour présenter des excuses et pour me recommander quelques modifications pour calmer et contenter les citoyens qui sont plein d'ardeurs. Profitez de cette occasion pour faire arrêter tous les chefs issus du peuple, les mazziniens, les brigands de chaque espèce, sans cela nous les aurons un autre jour dans une autre ville. Donner la charge des opérations au général Della Rocca s'il le souhaite. »
— Victor-Emmanuel II à Marco Minghetti, 22 septembre
Dans la journée, quelques brèves échauffourées eurent lieu contre la La Gazzetta di Torino mais les manifestants furent facilement évacués.

#### Le soir

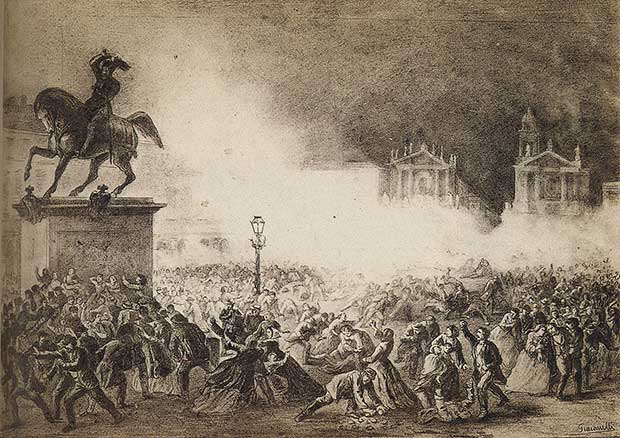
Les heurts sous le monument à Emmanuel-Philibert.

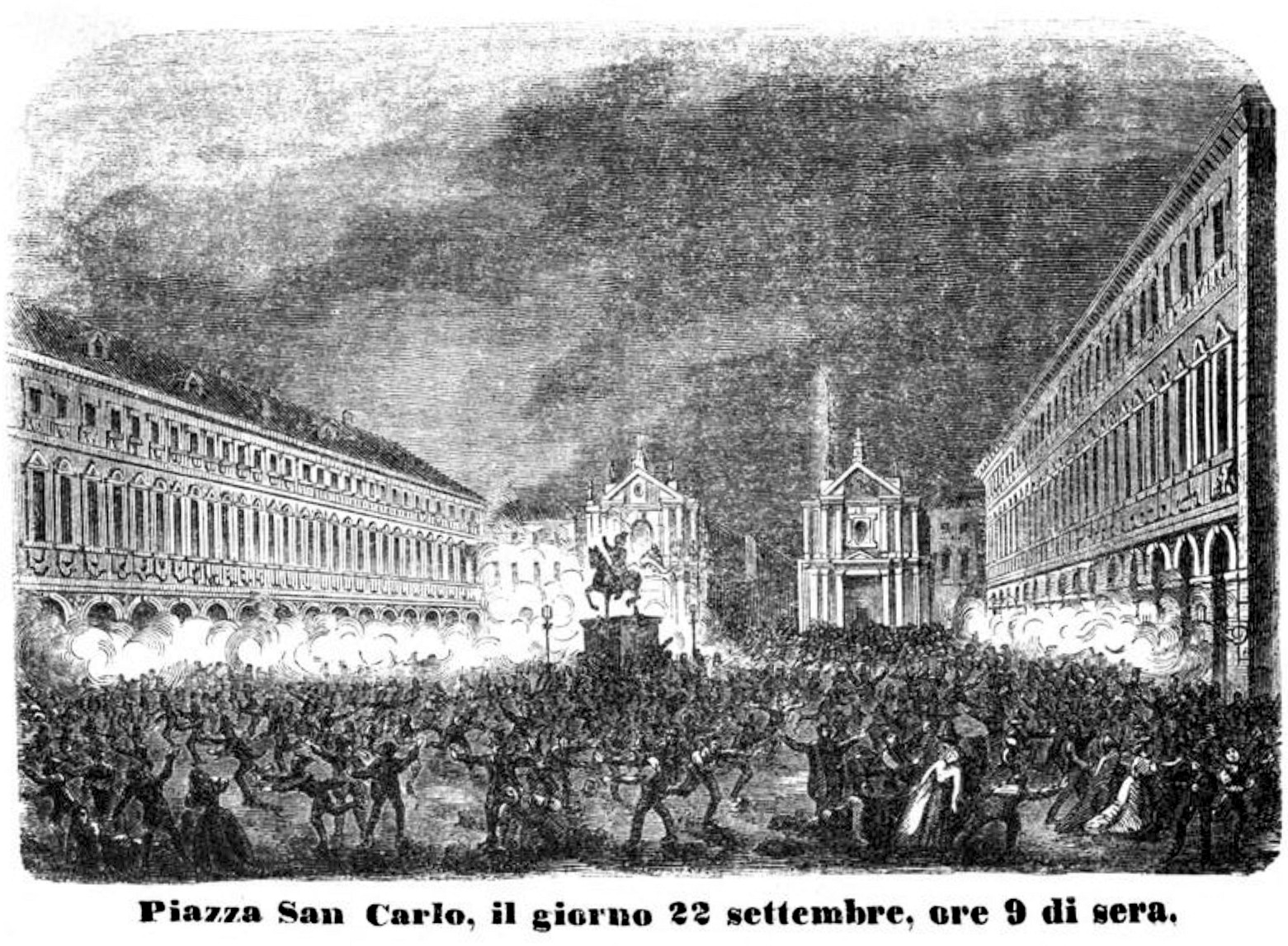
Piazza San Carlo, le 22 septembre à.

Dans la soirée, plusieurs rassemblements se formèrent et se rejoignirent, tout en insultant les carabiniers et les forces de l'ordre présentes dans les rues, piazza San Carlo. Pour défendre la préfecture de police, les carabiniers, l'infanterie et les agents de la sécurité publique furent mobilisés sans pour autant que ces divers corps militaires ne soient coordonnés. La place avait alors une activité normale avec le passage réguliers de voitures. La présence des carabiniers fut la cause de la montée des tensions étant donné qu'ils étaient jugés responsables d'avoir ouvert le feu la veille sur des citoyens sans défense. La proposition de retirer lesdits carabiniers, qui fut émise par les officiers pour éviter tout débordement ne fut pas approuvée par le préfet. 
Par la suite, de nouveaux manifestants arrivèrent et provoquèrent un rassemblement plus bruyant. Décrit comme étant composé d'« avvinazzati », ce mouvement commença à lancer des pierres contre la préfecture et à insulter derechef les carabiniers. Le préfet ordonna alors la sortie de nouvelles troupes, composées essentiellement de carabiniers élèves, pour éloigner les manifestants. Alors que la procédure de dispersement commença, des coups de feu se firent entendre. C'est alors que les carabiniers firent feu vers le centre de la place, touchant un bataillon d'infanterie qui traversa la place. Les agents de la sécurité publique firent à leur tour feu depuis la porte de la préfecture. Dans la confusion qui s'ensuivit, de nombreux échanges de tirs eurent lieu de part et d'autre de la place. Une fois le calme revenu et lorsque les armes à feu se turent, de nombreux corps inanimés parsemaient la place parmi les nombreux blessés.
« Il sottoscritto dichiara che la sera del 22 settembre alle ore 9 precise trovavasi avanti la trattoria San Carlo in compagnia di qualche amico, e procurava capacitare i pochi tumultuanti a lui dintorno, quando un suon di tromba si fece sentire ed immediatamente lo seguì una scarica disordinata fatta dagli allievi Carabinieri che erano un momento prima sbucati fuori dalla Questura. Una delle prime palle andò sgraziatamente a colpire il colonnello del 17° il quale appunto in quel momento aveva schierati in linea di battaglia i suoi soldati ; qui cominciava il doloroso equivoco: il 17° fece fuoco sulla moltitudine e sulla linea che stavanli rimpetto, quest'ultima rispose facendo fuoco sulla popolazione e sul 17°, ne nacque quindi che la folla radunata in piazza San Carlo trovavasi presa fra tre fuochi, ed era conseguentemente impossibile uscirne sani e salvi ; molti adottarono il partito di gettarsi distesi al suolo (idea eccellente in casi simili), ma siccome la truppa dopo i primi colpi fece fuoco di ginoch terr e tirò basso, così il numero dei feriti fu evidentemente maggiore. »
« Le témoin déclare que le soir du 22 septembre à neuf heures précise, il se trouvait devant le restaurant San Carlo avec quelques-uns de ses amis en essayant de raisonner les manifestants qui se trouvaient autour de lui. Une trompette s'est faite soudain entendre, et le son de cet instrument fut de suite suivi par une charge désordonnée des élèves carabiniers qui venaient à peine de sortir de la préfecture. Une des premières balles vint malheureusement toucher le colonel du 17e régiment. Ce dernier venait de placer ses hommes en ordre de bataille. C'est alors que commença le douloureux quiproquo : le 17e régiment fit feu sur la foule et sur la ligne d'infanterie qui se trouvait en face d'eux, cette dernière répondit par la même en tirant sur la population et sur le 17e régiment. La foule regroupée se retrouva donc prise entre trois feux et il était par conséquent impossible de sortir de cette place sain et sauf. Beaucoup se jetèrent au sol (excellente idée dans une situation similaire). Cependant, après les premiers tirs, la troupe adopta la position « ginoch terr » (genou à terre) et tira plus bas, augmentant ainsi le nombre de blessés. »
— 
De nombreux éclats de balles sont encore aujourd'hui visible aux pieds du monument à Emmanuel-Philibert de Savoie.

## Les victimes

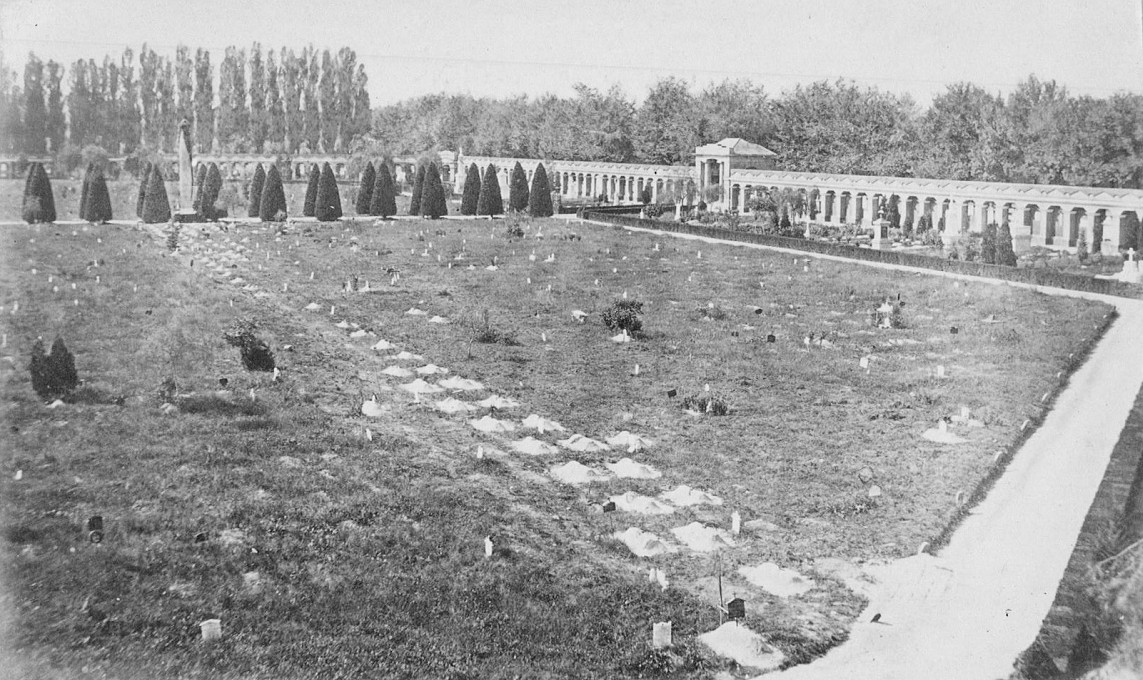
Tombes des victimes des 21 et 22 septembre 1864 à Turin.

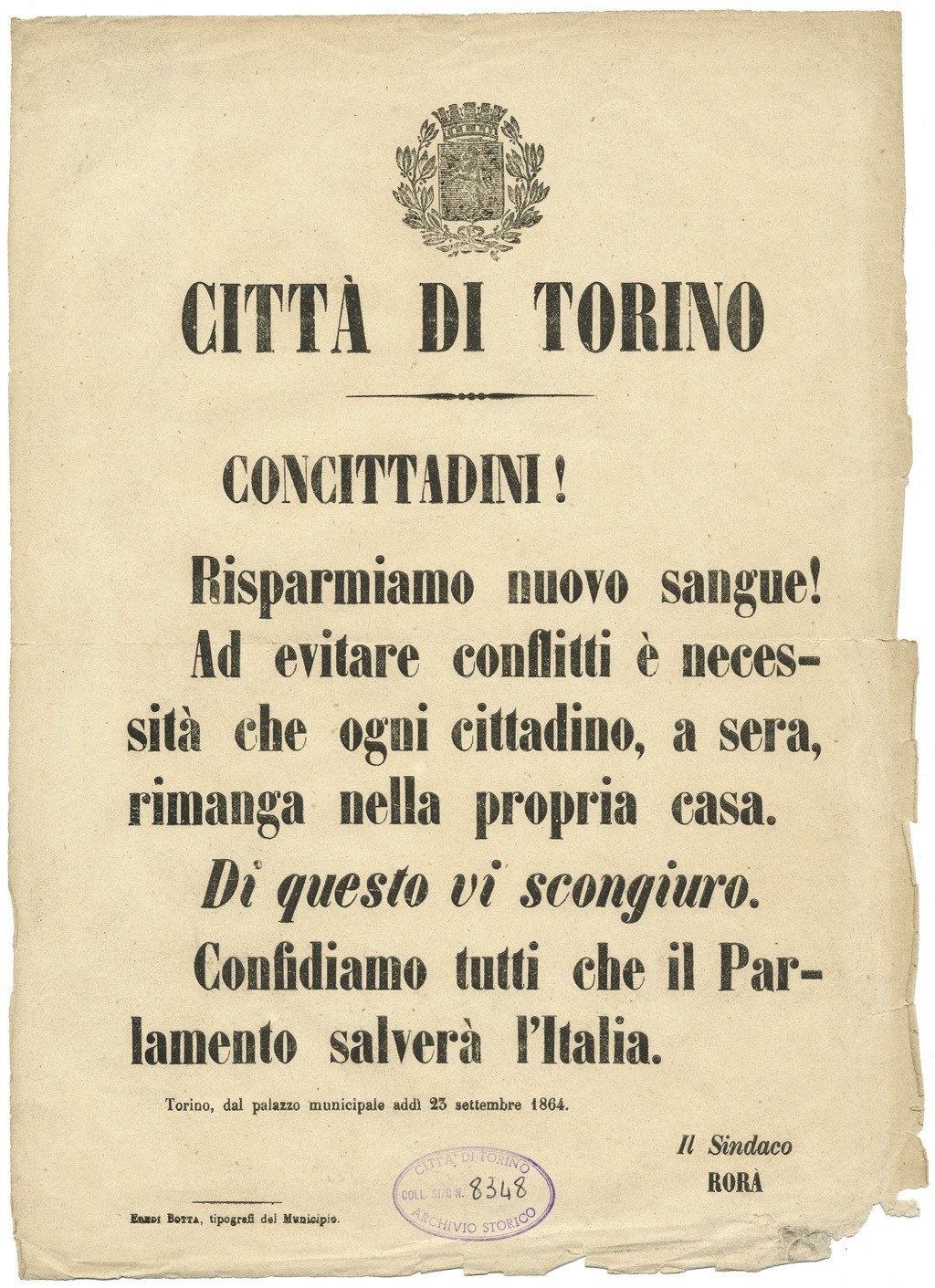
Proclame du maire Emanuele Luserna di Rorà (23 septembre 1864)

Les renseignements sur les victimes des deux journées de manifestations sont recueillies par le docteur Giuseppe Rizzetti. La publication de ses rapports furent au nombre de trois : la première fut éditée avec les renseignements actualisés le 10 octobre, la seconde version parut trois jours plus tard tandis que la troisième et dernière mise à jour fut publiée en novembre,.
Dans la troisième version, le nombre de victimes s'élevait à 15 pour la journée du 21 septembre sur la piazza Castello et 47 pour la journée du 22 septembre sur la piazza San Carlo. Au total, Rizzetti rapporta le nombre de 138 blessés tout en estimant que ce chiffre était sous-évalué étant donné que certains blessés ont choisi de se soigner par eux-mêmes « sans l'intervention d'un médecin pour ne pas encourir de sanctions pénales ou pour éviter à leur famille toute possible amendes et sanctions ».
« Questura del circondario di Torino - Torino il 22 settembre 1864

Il sottoscritto prega codesto municipio d'inviar tosto persone idonee al trasporto di dodici cadaveri che si trovano in mezzo alla piazza San Carlo, siccome fu inteso col sig. conte Corsi. »
« Préfecture de police du secteur de Turin - Turin, le 22 septembre 1864

Le signataire demande à la municipalité d'envoyer les personnes en charge pour le transport de douze cadavres se trouvant au milieu de la piazza San Carlo, comme entendu avec le conte Corsi. »
— Chiapussi, préfet de police.
On compte parmi les victimes du 22 septembre quatre militaires ; plusieurs d'entre eux furent blessés pendant les deux journées. Les victimes furent enterrées au cimetière monumental de Turin « dans un carré distinct dans la partie nord ».

### Morts sur la piazza Castello
1. Ernesto Ceresito (18 ans), d'Acqui, commis commerçant, célibataire.
2. Giovanni Constantin (23 ans), de Prarostino (Pignerol), commerçant, mort de ses blessures le 7 octobre.
3. Giulio Dalla Lana (17 ans), de Trente, typographe, célibataire.
4. Vittorio Gandiglio (17 ans), de Turin, commis banquier, célibataire.
5. Vincenzo Gauthier (50 ans), de Vercelli, secrétaire, marié.
6. Serafino Genovese (18 ans), de Montiglio, boulanger, célibataire.
7. Alessandro Gianoglio (22 ans), de Pinerolo, vendeur de liqueurs, mort de ses blessures le 28 octobre.
8. Mattia Guerra (23 ans), de Vicence, boulanger, mort de ses blessures le 22 septembre.
9. Giuseppe Longo (22 ans), de Verzuolo, tailleur, célibataire.
10. Giuseppina Mayer épouse Bertino (20 ans), de Tronzano, demeurant à Vercelli, morte de ses blessures le 23 octobre.
11. Olisio Meinardi (23 ans), de San Giusto Canavese, ébéniste.
12. Giuseppe Picena (30 ans), de Turin, hôtelier, marié.
13. Carlo Sacco (30 ans), de Turin, écrivain, mort de ses blessures le 18 octobre.
14. Ferdinando Sonetto (20 ans), d'Almese, hôtelier, mort le 3 octobre.
15. Giuseppe Vercellino, de Valperga, étudiant, célibataire, mort de ses blessures le 22 septembre.

### Morts sur la piazza San Carlo
1. Giuseppe Barone (30 ans), d'Arona, maçon, mort de ses blessures le 3 octobre.
2. Carlo Bartoli (54 ans), de Vicence, ancien capitaine, marié.
3. Giovanni Bergamini (23 ans), de Finale, soldat du 17e régiment d'infanterie, célibataire.
4. Giuseppe Belfiore (23 ans), de Jesi, caporal du 17e régiment d'infanterie, mort de ses blessures le 2 octobre.
5. Agostino Belletta (25 ans), de Pollone, cordonnier, mort de ses blessures le 23 septembre.
6. Ignazio Bernarolo (75 ans), de Turin, vitrier, mort de ses blessures le 25 septembre.
7. Basilio Bertinaria (20 ans), de Netro, mort de ses blessures le 12 octobre.
8. Giovanni Bertinetti (19 ans), de Pozzo Strada (Turin), agent ferroviaire, mort de ses blessures le 13 octobre.
9. Giuseppe Bossi (40 ans), de Milan, jardinier, mort de ses blessures le 1er octobre.
10. Crescentino Caldi (21 ans), d'Ameno, maçon, mort de ses blessures le 5 octobre.
11. Gaudenzio Campora (21 ans), de Casale, typographe.
12. Domenico Carena (31 ans), de Rocchetta Palafea, charretier, marié.
13. Felice Dotto (20 ans), de Ronco, maçon, célibataire.
14. Bartolomeo Dutto (42 ans), de Caraglio, bagagiste, marié.
15. Felice Falco (25 ans), de Turin, commerçant, mort de ses blessures le 28 septembre.
16. Filiberto Falco (19 ans), de Dogliani, chapelier, célibataire.
17. Alberto Fiorina (20 ans), de Vercelli, menuisier, célibataire
18. Giuseppe Fogliasso (25 ans), de Turin, relieur.
19. Giuseppe Fornaro (21 ans), de Valmadonna, boulanger, mort de ses blessures le 23 septembre.
20. Defendente Gedda (23 ans), d'Ivrée, machiniste, mort de ses blessures le 12 octobre.
21. Vincenzo Giuliberti (20 ans), de Turin, forgeron, mort de ses blessures le 23 septembre.
22. Pietro Gremo (28 ans), de Leini, forgeron, mort de ses blessures le 23 septembre.
23. Bernardo Grisoglio (13 ans), de Magnano, maçon, mort de ses blessures le 19 octobre.
24. Antonio Hellin (24 ans), de Legnano, tourneur.
25. Michele Lanza (24 ans), de Settimo Torinese, sidérurgiste, célibataire.
26. Angelo Lorenzini (15 ans), de Novara, hôtelier, mort de ses blessures le 20 octobre.
27. Giuseppe Martini (17 ans), de Turin, fabricant de cartes, mort de ses blessures le 3 novembre.
28. Giovanni Mautino (22 ans), de Casalborgone, matelassier, célibataire.
29. Antonio Morra (18 ans), de Bergame, tailleur, mort de ses blessures le 27 octobre.
30. Enrico Negro (22 ans), de Robella (Asti), ouvrier au sein de l'arsenal, célibataire.
31. Francesco Novarese (22 ans), de Turin, horloger, mort de ses blessures le 10 octobre.
32. Matteo Oddone (18 ans), de Feletto, cordonnier, célibataire.
33. Candido Pavesio (35 ans), de Stupinigi, cordonnier.
34. Giacomo Peletti (22 ans), di Tigliole, caporal du 66e régiment d'infanterie, mort de ses blessures le 2 octobre.
35. Lucia Pisani née Alliprandi (27 ans), de Frabosa Soprana, serveur, marié.
36. Giuseppe Portigliatti (24 ans), de Turin, typographe, célibataire.
37. Biagio Ramellini (24 ans), de Novare, maçon, mort de ses blessures le 8 octobre.
38. Canuto Richetta (28 ans), de Pont-Canavese (Ivrea), ouvrier au sein de l'arsenal, mort de ses blessures le 25 septembre.
39. Carlo Alberto Rigola (15 ans), de Turin, typographe, célibataire.
40. Carlo Risaia (18 ans), de Turin, célibataire.
41. Ludovica Ruffino (26 ans), de Barolo, commerçante, mariée Robresco.
42. Emilio Salvi (33 ans), de Rivara, bagagiste, célibataire.
43. Giovanni Sanguinetti (54 ans), de Vercelli, menuisier, marié.
44. Domenico Sbitrio (27 ans), de Castellamonte (Ivrea), boulanger, célibataire
45. Maria Vecci Trifone (20 ans), de Gagliano[e], soldat du 17e régiment d'infanterie, célibataire.
46. Giuseppe Vercelli (22 ans), de Borgosesia, menuisier.
47. Francesco Vinone (30 ans), de Piobesi Torinese, forgeron, marié.

### Analyse
Parmi les 62 victimes de la répression turinoise on peut trouver une forte proportion d'hommes. La plus jeune victime ayant 13 ans et la plus vieille 75, ce tableau permet d'avoir une visualisation du profil des personnes décédées durant les manifestations des 21 et 22 septembre. Pour rappel, l'espérance de vie en Italie en 1881 était de 35,2 années pour les hommes et 35,7 années pour les femmes.
| Hommes | Classe d’âge | Femmes |
| ------ | ------------ | ------ |
| 3      | 51 et plus   | 0      |
| 3      | 36-50        | 0      |
| 7      | 30-35        | 0      |
| 6      | 25-29        | 2      |
| 4      | 24           | 0      |
| 6      | 23           | 0      |
| 7      | 22           | 0      |
| 3      | 21           | 0      |
| 5      | 20           | 2      |
| 2      | 19           | 0      |
| 5      | 18           | 0      |
| 3      | 17           | 0      |
| 3      | moins de 17  | 0      |

## Conséquences

### Fin du gouvernement Minghetti

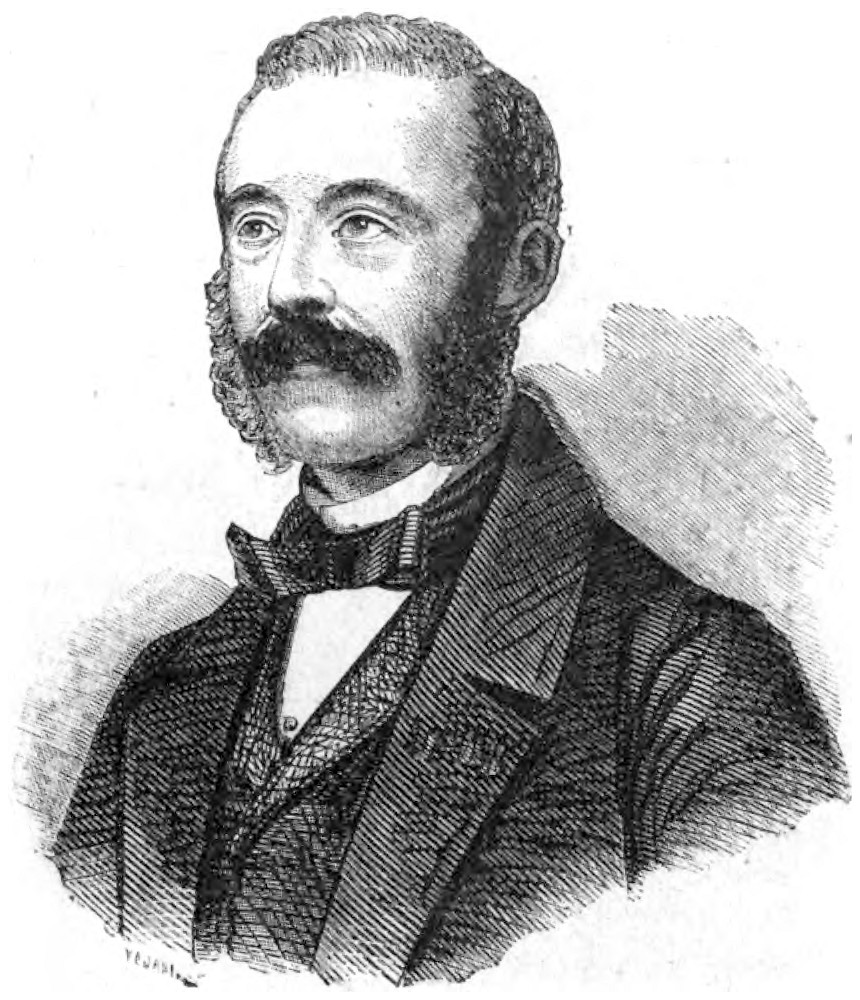
Marco Minghetti

Les événements du 21 et 22 septembre provoquèrent une situation insoutenable pour le gouvernement en place.
« Trovammo il re nel salotto, insieme ad altre persone che si allontanarono. Poche volte ho veduto un uomo più irritato di lui ; la sua collera era significante. Parlò del luttuoso avvenimento di piazza S. Carlo, stigmatizzando, con parole poco parlamentari, l'insipienza di chi presiedeva all'ordine pubblico, di chi fu causa della strage di tanta gente inerme, fino a far fucilare fra loro le truppe e a far quasi uccidere dai propri soldati il povero colonnello Colombini che ha due palle alla tempia. »
« Nous trouvâmes le roi dans le salon, assisté par d'autres personnes qui s'éloignèrent. J'ai peu de fois vu un homme aussi irrité que lui, sa colère était palpable. Il parla des funèbres événements qui se sont déroulés piazza San Carlo, désapprouvant, avec des paroles peu parlementaires, la personne inepte qui était chargée de l'ordre public, qui était responsable du massacre de tant de personnes sans défense, allant jusqu'à tirer entre les troupes et à faire presque exécuter par ses propres hommes le pauvre colonel Colombini qui a reçu deux balles dans la tempe. »
— Lettre de Demetrio Diamilla à Giuseppe Mazzini, 24 septembre
« Lo stato attuale di cose non potendo durare perché troppo triste, la invito, Lei e i suoi colleghi, a dare le dimissioni. »
« En l'état actuel des choses, cela ne peux plus durer parce que la situation est trop grave. Je vous invite, vous et vos collègues, à me rendre votre démission. »
— Victor-Emmanuel II à Marco Minghetti, 23 septembre
« In obbedienza all'ossequiato dispaccio di V. M. depongo nelle sue mani la demissione mia e quella dei miei colleghi, pronti a rimanere al nostro posto sinché V. M. abbia nominato i nostri successori. »
« Répondant à la requête de Sa Majesté je dépose dans ses mains ma démission et celle de mes collègues. Nous sommes prêts à rester à nos poste jusqu'au moment où S.M. nommera nos successeurs. »
— Marco Minghetti à Victor-Emmanuel II, 23 septembre
Le jour même, le roi donna à Alfonso La Marmora la charge de former un nouveau gouvernement.

### Enquêtes officielles

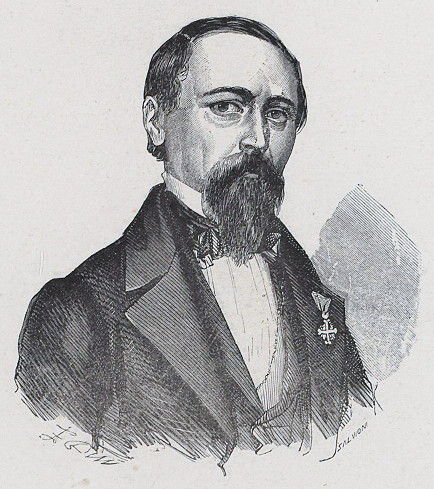
Casimiro Ara, auteur de l'enquête municipale

Il y eut différentes enquêtes pour déterminer le déroulement des événements.
Dès la matinée du 22 septembre, après les premiers incidents, la junte municipale ordonna le lancement d'une enquête administrative, chargeant le député Casimiro Ara de la redaction. Le compte-rendu de cette première enquête fut achevé le 5 octobre et imprimé le 11 octobre. Ce rapport fut par la suite distribué à tous les députés, sénateurs et conseils municipaux du Royaume,.
Une autre enquête administrative fut lancée par le gouvernement Minghetti, mais elle n’aboutit pas en raison de la chute dudit gouvernement.
Une instruction judiciaire fut conduite à la suite du dépôt d'une plainte le 24 septembre 1864 par quinze citoyens parmi lesquels se trouvèrent des médecins, journalistes, avocats ou des députés comme Pier Carlo Boggio contre le ministre de l'Intérieur Ubaldino Peruzzi et son premier secrétaire Silvio Spaventa. Le 24 octobre, cette action judiciaire fut cloturée par un non lieu.
À la suite de l'enquête militaire, 58 carabiniers furent arrêtés et menés devant un tribunal militaire pour les présumés coupables de la soirée du 21 septembre et devant un tribunal civil pour les carabiniers et gardes civils présents lors des événements de la piazza San Carlo.

Le 24 octobre, la Chambre des députés du Royaume d'Italie nomma une commission d'enquête pour établir une éventuelle responsabilité gouvernementale. Présidée par Carlo Bon Compagni di Mombello avec pour secrétaire Claudio Sandonnini, la commission compta parmi ses membres les députés Giuseppe Biancheri, Francesco De Sanctis, Vincenzo Malenchini, Giovanni Morandini, Oreste Regnoli, Giuseppe Robecchi et Giorgio Tamajo,.

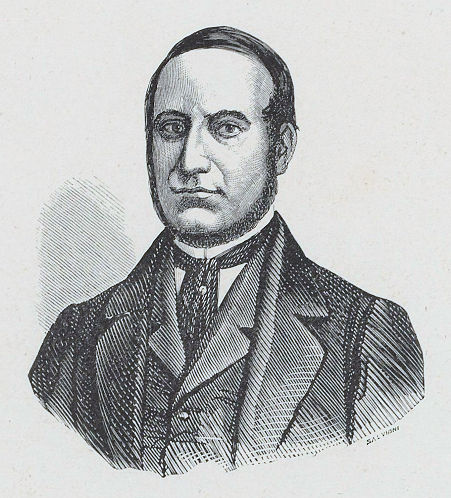
Carlo Bon Compagni di Mombello, president de la commission.
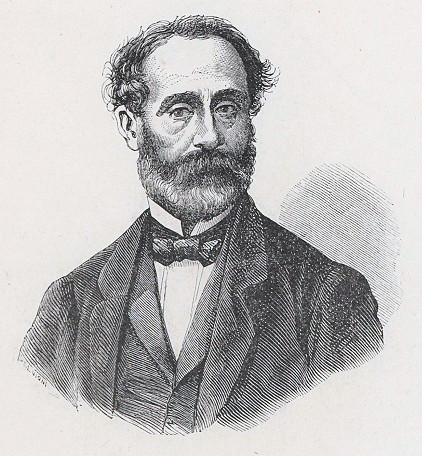
Claudio Sandonnini, secrétaire.
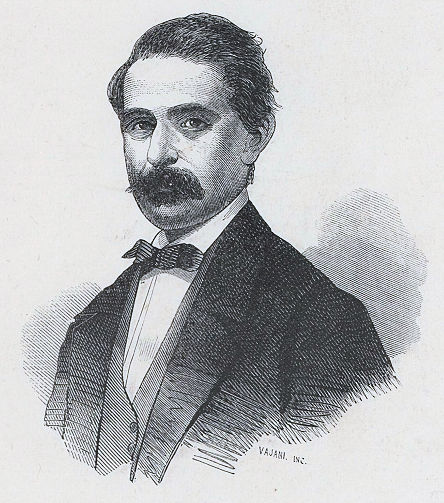
Francesco De Sanctis

Francesco De Sanctis suivit les événements de près et rédigea de nombreux articles — anonymement — pour le compte de la revue L'Italia basée à Naples.
« Il Municipio prepara una inchiesta sugli ultimi fatti ; un'altra è stata disposta dal governo. Si raccolgono testimonianze ; si cerca in tutt'i modi di chiarire molti punti ancora oscuri negli avvenimenti. Intanto la città è tranquilla, e parte delle truppe è ritornata ond'è venuta. Ma lo stato degli animi è ancora concitato ; seguono le recriminazioni, ordinario e tristo accompagnamento di tristi fatti. E qui mi arresto. È una pagina di storia che bisogna affrettarsi ad obliare. »
« Le conseil municipal prépare une enquête sur les derniers événements, une autre a été organisée par le gouvernement. Les témoignages sont recueillis et tous les moyens sont mis à disposition pour éclaircir les zones d'ombres qu'il reste concernant les événements. Pendant ce temps, la ville reste tranquille et une partie des troupes est retournée d'où elle est venue. Mais il en est autrement de l'état d'esprit de chacun, encore tourmenté. Les accusations suivent les descriptions de ces tristes faits. Sur ce, je m'arrête. C'est une page de l'histoire qu'il faut oublier au plus vite. »
— Correspondance de De Sanctis du 27 septembre publié dans L'Italia du 29 septembre.

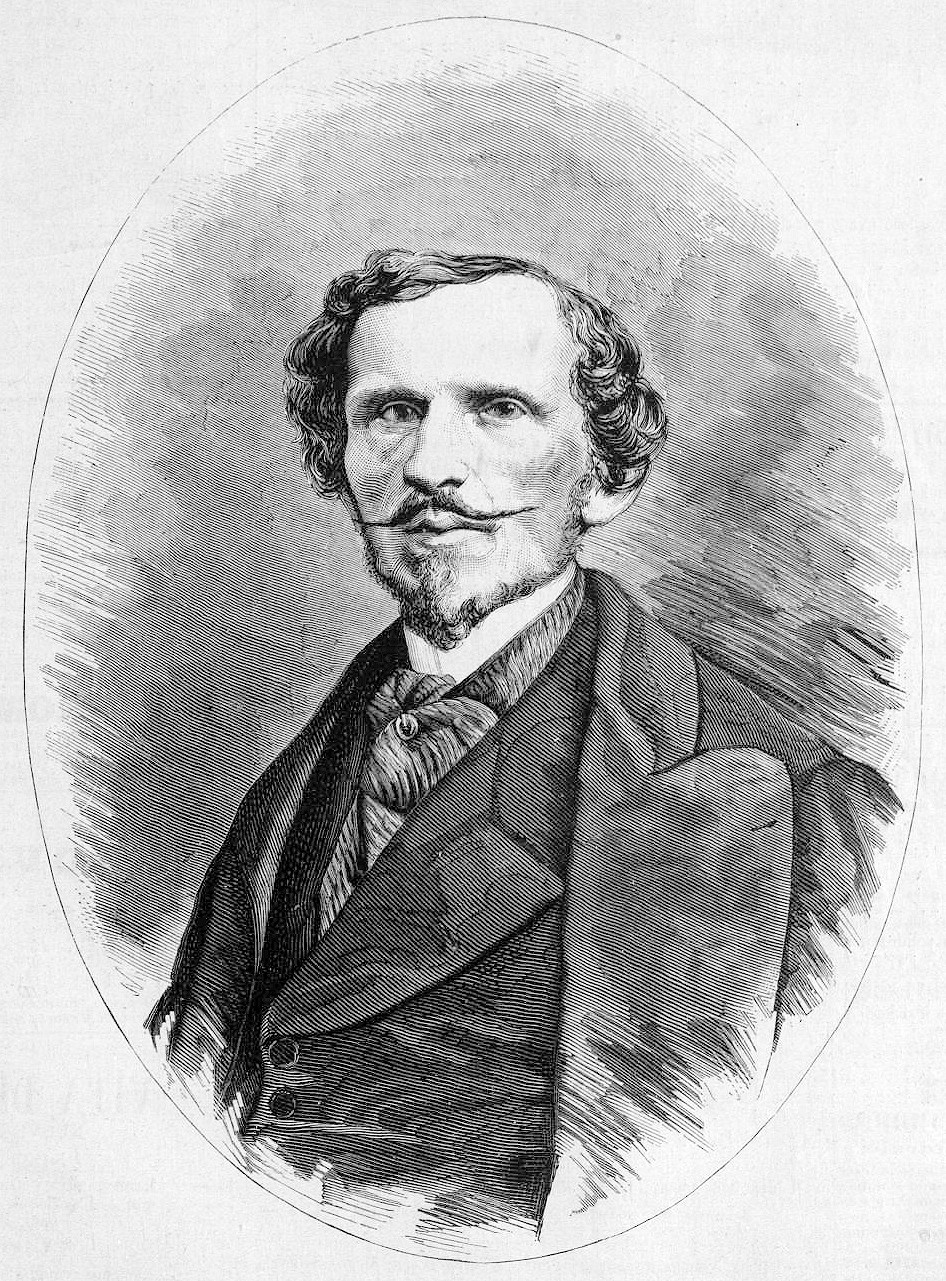
Bettino Ricasoli

Le 5 janvier 1865, la commission parlementaire termina la rédaction de son rapport et fut prêt à le donner aux presses (étant donné l'importance des documents nécessaires pour établir le rapport, ces derniers ne furent pas imprimés mais il fut décidé de les placer auprès du secrétariat de la Chambre des députés). Après un délai pour établir quelques corrections, le rapport fut rendu public et publié. La discussion parlementaire à ce propos se déroula le 23 janvier mais, suivant la proposition de Bettino Ricasoli, aucune décision ne fut prise.
« La Camera, vista la relazione della Commissione d'inchiesta da lei istituita per riferire sui deplorabili eventi del 21 e 22 settembre decorso ; Considerando che il Parlamento deve soprattutto, e specialmente nelle condizioni presenti, proporsi di stabilire l'ordinamento della nazione ; Considerando che alla tranquillità ed alla maturità delle discussioni per ciò necessarie nuocerebbe, mentre gli animi non possono essere ancora rassicurati, il riandare fatti ed avvenimenti che la dovettero profondamente perturbare ; Considerando che i sacrifizi per lunghi anni con eroica abnegazione incontrati e sostenuti dalla città di Torino in pro dell'Italia, ed il contegno mirabile da essa osservato mentre si discuteva la legge del trasferimento della capitale, bastano ad allontanare da lei ogni sospetto di municipalismo ; Considerando che la grandezza degli avvenimenti e le necessità della nazione consigliano tutti ad immolare sull'altare della patria, ed al supremo bene della concordia, ogni sentimento, ogni recriminazione, e fin anco ogni giustificazione ; Rendendo grazie alla Commissione d'inchiesta per la diligenza con cui ha adempito al mandato affidatole, passa all'ordine del giorno. »
« La Chambre, ayant vu le rapport d'enquête de la commission sur les déplorables événements des 21 et 22 septembre derniers ; considérant que le parlement doit par dessus tout, et spécialement dans les conditions comme celles-là, faire en sorte de rétablir l'ordre au sein de la nation ; considérant que les discussions sur le sujet pourrait nuire à la tranquillité et à la maturité des débats, alors que les positions de chacun ne peuvent encore être neutres, pouvant ainsi perturber un débat ; considérant les sacrifices héroïques menés par la ville de Turin, toujours aux côtés de l'Italie, lors de ces longues années alors que la loi du transfert de la capitale était en discussion, suffisent à éloigner tout soupçons de municipalisme turinois ; considérant que la gravité des faits et les besoins de la nation demandent à tous de sacrifier sur l'autel de la Patrie pour la concorde nationale tout ressentiments, récriminations, et justifications. En rendant hommage à la commission d'enquête pour sa célérité, nous passons à l'ordre du jour. »
— Ordre du jour Ricasoli.

### Manifestations de janvier 1865
La décision de la Chambre de ne pas prendre en compte le rapport de la commission d'enquête provoqua de nouvelles manifestations.
« E invece, venuto il giorno stabilito, il Parlamento davanti a duecento cadaveri non trova materia da discutere! Che volete che pensi il popolo di istituzioni che danno tali risultati? »
« Et alors, le jour décisif, le parlement ne trouva pas de matière à discuter devant deux cent cadavres! Que voulez-vous que pense le peuple d'institutions se comportant ainsi? »
— Gazzetta del Popolo, 25 janvier 1865
Le soir du 25 janvier, un groupe d'étudiants manifesta en soutien au maire et aux députés ayant soutenu le parti des Turinois lors des discussions à la Chambre. Cette manifestation se déroula sans incidents. Des rumeurs selon lesquelles le conseil municipal pourrait se dissoudre en signe de protestation traversa la cité piémontaise. Toutefois, malgré la crainte d'une aggravation soudaine de la situation, les manifestations qui se déroulèrent jusqu'au 26 janvier ne provoquèrent aucun accident.
« Noi siamo certi che se Minghetti e Peruzzi trassero sui torinesi a schioppettate, La Marmora non avrebbe difficoltà a trarre a cannonate. Noi, oggi come ieri, caldamente preghiamo il paese alla prudenza, per non dare pretesti ad infuriare. »
« Nous étions sûrs que si Minghetti et Peruzzi pouvaient tirer sur les Turinois comme des lapins, La Marmora n'aurait aucune difficulté à les tirer à coups de canons. Aujourd'hui comme hier, nous prions chaudement le pays de rester prudent, de ne pas donner de prétextes à une escalade. »
— Diritto, 27 janvier 1865
Lors des journées qui suivirent, plusieurs articles de presse, au lieu d'inviter au calme, servirent à alimenter les motivations des manifestants. Une pétition fut lancée dans le même temps pour inciter les sénateurs à valider l'enquête présentée à la Chambre. Le soir du 27, une manifestation fut suivie par des heurts avec la garde civile et 25 participants furent arrêtés et indiqués comme étant « connus par les services de police, sujets à une surveillance spéciale et certains d'entre eux viennent de sortir de prison ». Un seul étudiant était présent parmi les manifestants arrêtés, il fut relâché le lendemain.
Le 28 janvier, une seule manifestation fut organisée et dissoute par la garde nationale sans incidents. Ces manifestations, second le maire de la ville, étaient à attribuer « au manque de travail qui laisse sur le bord de la route bon nombre d'ouvriers au chômage à cause de l'arrêt du manque d'activité qui suivit le transfert de la capitale »,.
Le 29 janvier, un bal de la cour fut annoncé pour le lendemain. Le ministre de l'Intérieur Giovanni Lanza considérant que la situation était dorénavant apaisée et que la probabilité de se retrouver face à de nouveaux incidents était faible voire inexistant. Les autorités locales, à l'inverse, craignant de nouveaux heurts mobilisèrent des soldats.
« Giammai non si vide una festa da ballo in mezzo ad un apparato di soldati, come quello del 30 corrente. [...] La folla era grandissima, e ad ogni carrozza che passava erano fischi, urli e parole poco galanti contro le signore che si recavano a Corte. A molte carrozze fu impossibile di approssimarsi al palazzo. »
« Jamais nous n'avons vu un bal se dérouler au milieu d'un regroupement de soldats comme celui du 30. [...] La foule était immense, et chaque carrosse qui passait était couvert de sifflets, hurlements et paroles peu galantes envers les demoiselles se rendant à la cour. Pour plusieurs carrosses, il était impossible de s'approcher du palais. »
— Unità cattolica, 31 janvier 1865
« Una carrozza, nella quale ci dicono fosse un generale, fu per aver voluto ad ogni modo passare, assai malconcia, ebbe rotti i cristalli, battuti i cavalli e fa poi costretta ad andarsene indietro. [...] Si fecero numerosi arresti, a caso, com'è da prevedersi, e senza criterio. [...] Notammo che non erano soltanto operai, ma moltissimi, anzi i più, all'aspetto ed all'abito si vedevano appartenenti alle classi medie: pochi ragazzi: nessun disegno prestabilito, ma un certo consenso unanime che si doveva far qualche cosa. Nessuno sapeva che. Anche a rischio di un sequestro, diremo che da ogni parte si faceva universale lamento che quella festa era come un insulto a Torino ; si diceva che mentre la Corte, per futili motivi, era solita indire dei lutti e sospendere ogni festeggiamento, era strano non avesse potuto astenersene quando la sua capitale, la città che era stata il propugnacolo e la difesa della dinastia, era ancora macchiata del sangue inulto di tante vittime. [...] Il ballo non riuscì, e non poteva riuscir gaio. Erano forse 64 signore fra dame di palazzo, mogli di ministri e ambasciatori e qualche straniera — nessuna dell'aristocrazia torinese, nessuna della ricca borghesia. Il cotillon fu fatto alle 12 e 1/2 tra il freddo e lo squallore. Nei salotti quasi vuoti regnava un freddo insopportabile. Si udivano di lassù i fischi e le grida del popolo. »
« Un carrosse, dans lequel se trouvait dit-on un général, fut assez malmené après avoir voulu passer de force: les vitres furent brisées et les chevaux battus, ce qui contraignit le véhicule à faire marche arrière. [...] Il y eut de nombreuses arrestations, au hasard, comme prévu, et sans critères. [...] Nous notâmes qu'il n'y avait pas que des ouvriers mais beaucoup, sinon plus, visible à leurs habits, de membres des classes moyennes: peu de garçons: aucun idéal type prédéfini mais un certain consensus unanime sur le fait de devoir faire quelque chose. Personne ne savait quoi. Même avec le risque d'une arrestation, de chaque partie de la ville, un sentiment universel était partagé sur le fait que cette fête était comme une insulte à Turin ; il se disait qu'il était étrange que la cour qui se trouvait à écouter des luth et à organiser des fêtes frivoles, ne put s'éloigner de sa capitale, de la ville qui fut le point défensif de la dynastie [des Savoie], lorsque cette dernière fut encore marqué par le sang de tant de victimes. [...] Le bal ne fut pas une réussite et ne pouvait l'être dans ces conditions. Il y avait peut-être 64 dames parmi les femmes de noble condition, femmes de ministres et ambassadeurs et quelques femmes étrangères — aucune de l'aristocratie turinoise, aucune de la riche bourgeoisie. Le cotillon fut fait vers minuit et demi entre le froid et la tristesse. Dans les salons quasiment vides régnèrent un froid insupportable. On pouvait entendre de là-haut les hués et les cris du peuple. »
— Diritto, 31 janvier 1865 (le journal fut par la suite interdit).

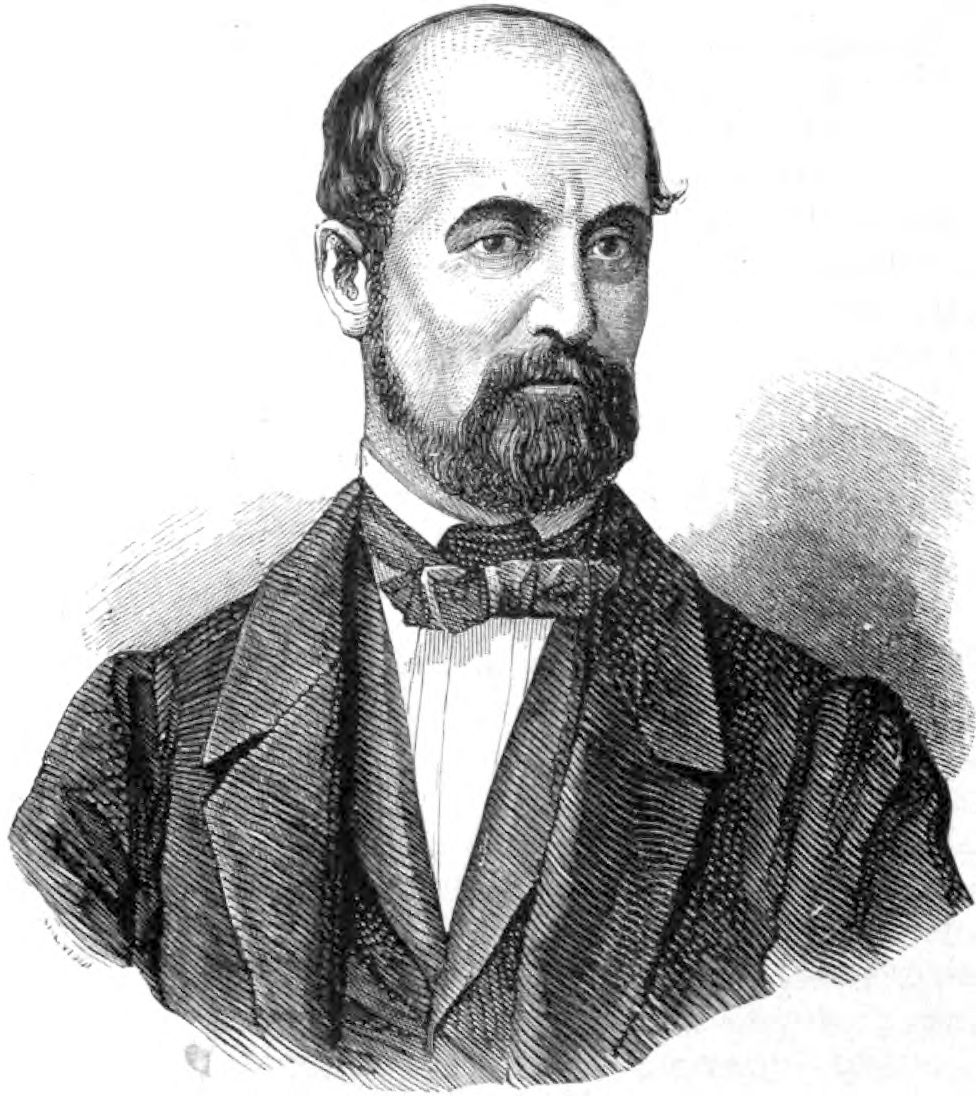
Giovanni Lanza

Le 31 janvier, Lanza présenta sa démission qui fut acceptée par le roi. La matinée du 3 février, Victor-Emmanuel II quitta définitivement Turin pour s'installer à Florence.

### Amnistie

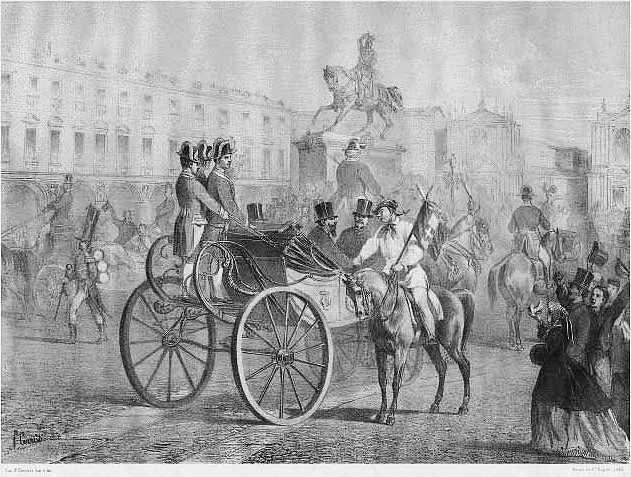
Il Gianduia in camicia, gravure représentant l'épisode et le localisant sur la piazza San Carlo où nous pouvons voir les deux églises au fond et la statue équestre.

Dimanche 26 février 1865 le roi se rendit une nouvelle fois à Turin pour le carnaval. Aucun carrosse de la cour ne participa aux célébrations et l'apparition du roi fut marquée par des applaudissements. Le carrosse fut approché par un Gianduia in camicia qui lui apporta les paroles suivantes : « Vedi in che stato già son ridotto, eppure se per l'Italia e per te sarà d'uopo dare quest'ultimo vestimento son pronto a farlo »,.
L'accueil fait au roi permit à ce dernier d'effacer tous les souvenirs douloureux survenus lors des mois précédents. Avec la signature d'un décret royal le jour même, une amnistie complète est prononcée pour les faits de septembre 1864 et pour les faits survenus à la fin du mois de juin 1865.
« Sulla proposizione dei Nostri Ministri Segretari di Stato per gli Affari di Grazia e Giustizia e dei Culti, della Guerra ; Sentito il Consiglio dei Ministri,
Abbiamo ordinato e ordiniamo quanto segue:
Art. 1. È concessa piena ed intera amnistia, ed è conseguentemente abolita l'azione penale per tutti i fatti avvenuti in Torino il 30 gennaio ultimo scorso, i quali abbiano dato o possano dare luogo a penale procedimento per titolo di offesa alla Nostra Reale Persona.
Art. 2. È parimenti abolita l'azione penale e sono condonate le pene inflitte per tutti i fatti avvenuti in Torino il 21 e 22 settembre 1864, 27, 28 e 29 gennaio 1865, aventi il carattere di rivolta o di oltraggio contro la pubblica forza, di contravvenzione alle disposizioni della legge di Pubblica Sicurezza relative agli assembramenti, o di violenze commesse nell'esecuzione di ordini o di consegne, o per eccesso nell'uso della forza pubblica ;
Art. 3. È ínfine abolita l'azione penale per tutti i reati commessi fino al giorno d'oggi col mezzo della stampa, che abbiano relazione coi fatti accennati nei due articoli precedenti.
[...] Dato a Torino addì 26 febbraio 1865. Vittorio Emanuele. »
« Sur la proposition de nos ministres secrétaires d'État pour les affaires des grâces, de la Justice, des Cultes et de la Guerre ; Entendu par le conseil des ministres,
Nous avons ordonné et nous ordonnons les mesures suivantes :
Art. 1. Il est concédé une pleine et entière amnistie, et dans ce sens il est aboli toutes actions pénales pour les faits survenus le 30 janvier dernier, qui ont pu donner lieu à des sanctions pénales pour offense à Notre Majesté.
Art. 2. De même, les actions pénales pour les faits du 21 et 22 septembre 1864 ainsi que les 27, 28 et 29 janvier 1865 sont annulés. Sont pardonnés les actions pour révoltes, outrage contre les forces publiques, non respect des lois de sécurité publique concernant les rassemblements, ou encore les violences commises dans l'exécution des ordres et des consignes, ou pour l'excès de l'usage de la force publique.
Art. 3. Sont enfin abolies toutes sanctions commises jusqu'à aujourd'hui par voie de presse qui ont eu des relations avec les événements concernés par les deux articles précédents.

[...] Donné à Turin le jour du 26 février 1865. Victor-Emmanuel »
Il n'y aurait donc pas de conséquences ni pour les manifestants arrêtés dans les occasions précitées ni pour les soldats arrêtés après l'enquête militaire.
Un document du 9 février 1866 des archives du ministère des affaires étrangères du Royaume d'Italie (provenant d'une communication du consulat italien de Montevideo du 13 février) rapporta que Giacomo Ramò, capitaine du navire Emilia, déclara avoir transporté de Gênes à Buenos Aires 138 soldats enrôlés pour le gouvernement argentin et mobilisés par des gardes de sécurité publique le 14 et 16 octobre 1865 ; pour les 72 embarqués du 14 octobre, il était indiqué qu'ils « faisaient partie des troubles de Turin le 21 et 22 septembre et qu'une portion étaient extraits des cellules de la prison de Sant'Andrea di Genova ». Aucune autre source ne fait mention de ces Italiens partis en Argentine.

## Contre le«piémontisme»

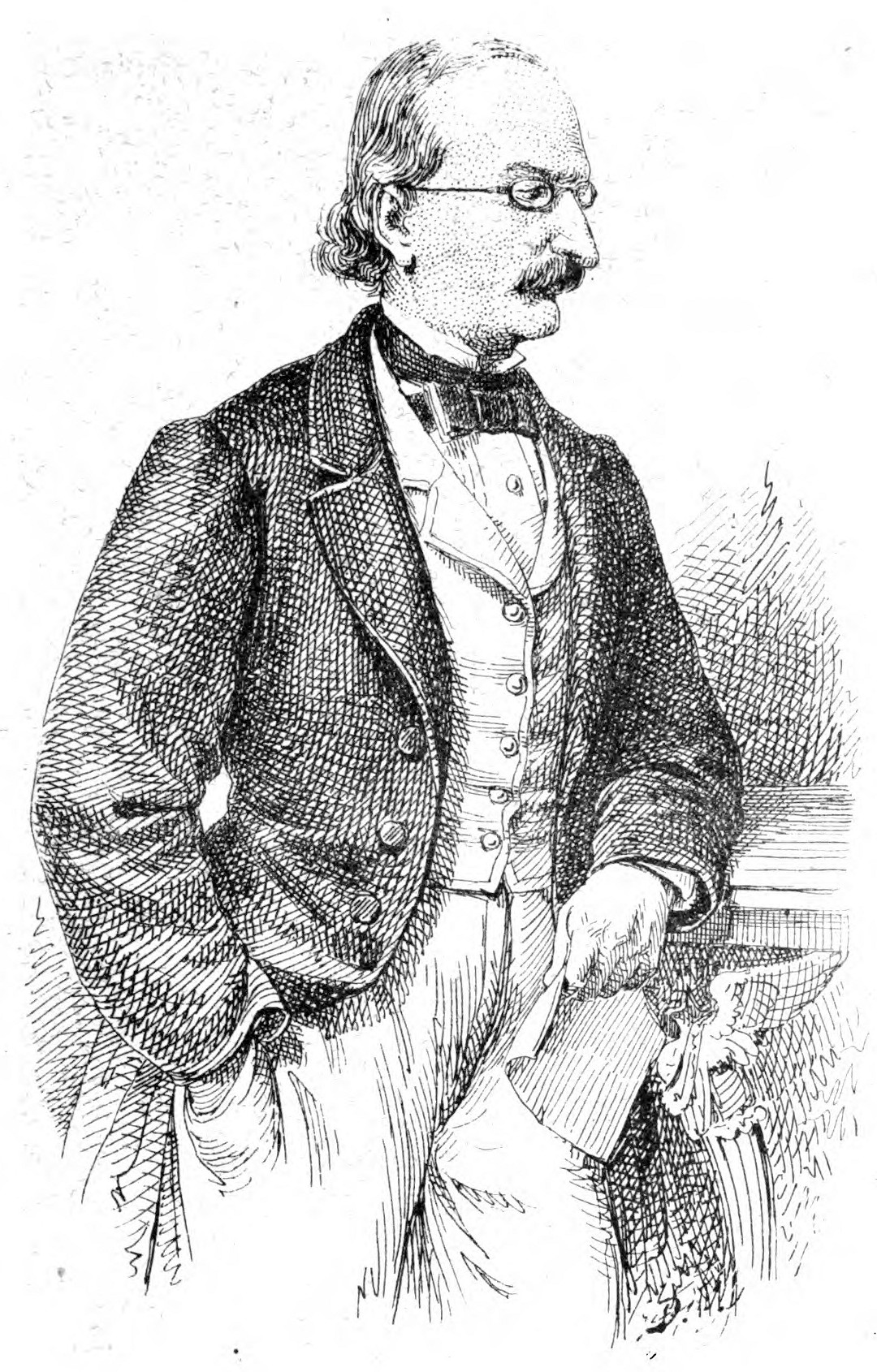
Ubaldino Peruzzi

Plusieurs députés et membres du gouvernement non piémontais furent favorables au transfert de la capitale de Turin parce qu'ils considéraient les Piémontais surreprésentés dans l'administration publique.
Dans des publications et quotidiens turinois de l'époque se diffusa l'idée d'un plan de la part du président du Conseil Marco Minghetti, du ministre de l'Intérieur Ubaldino Peruzzi et du secrétaire Silvio Spaventa — respectivement bolognais, florentin et napolitain —, pour provoquer des manifestations et pour pouvoir suspendre ou affaiblir les libertés civiles ; la présence de provocateurs fut soulevée pour indiquer une manipulation de la foule.
En réalité, les allégations de création de manifestations pour les réprimer de façon autoritaire sont à exclure.
Peruzzi et Spaventa utilisèrent toutefois chaque occasion possible pour présenter Turin négativement et pour rendre le transfert de la capitale nécessaire. Peruzzi incita les manifestants antipiémontais dans les villes italiennes ; Spaventa utilisa les communications de l'agence Stefani concernant les événements de septembre pour faire tomber toute la responsabilité sur la population turinoise et sur le conseil municipal.

## Commémorations

### Depuis 1865
Le 21 septembre 1865, plusieurs commerces portèrent le deuil. Le matin du 22 septembre se forma un premier cortège funèbre de l'association de restauration (cuisiniers et serveurs) en raison des impacts liés à leurs professions. Les autres associations se retrouvèrent pour traverser le centre de la ville et former un cortège religieux vers le cimetière monumental et ainsi déposer une couronne de fleurs sur les tombes des victimes.
« Il concorso della cittadinanza era immenso. La vasta Piazza Vittorio Emanuele era gremita ; il vastissimo Ponte di Po era talmente invaso, che anche a forza non sarebbe stato possibile farvi un vuoto. All'invito del Comitato risposero, come cittadini, quasi tutti i consiglieri comunali, Rorà, Sclopis, Cassinis, ecc., ecc., ecc. Intervenivano anche altri Senatori ed ex-Deputati, come il Barone Tecco, Crispi, Laporta, ecc., ecc., ecc.
Dopo la solenne funzione sulla Piazza della Gran Madre di Dio, che fu oltremodo dignitosa e commovente, le Corporazioni si mossero in grand'ordine precedute da molti membri del Comitato appositamente nominati per guidare il Corteggio, e dai giovani Caffettieri, Confettieri e Distillatori, che avevano l'iniziativa della Commemorazione. Un picchetto di Guardia Nazionale apriva la marcia. Seguiva poi la Musica della Guardia Nazionale, a cui non v'ha elogio che basti per il lodevolissimo suo concorso.
Faceva ala lungo il Ponte di Po, Piazza Vittorio Emanuele e Via di Po un'onda immensa di popolazione. In Piazza Castello ogni membro del Corteggio, come mosso da un filo elettrico, si levò il cappello passando sul funestissimo sito dov'era stato versato il sangue del 21 settembre.
Da questa Piazza al Camposanto, benché enorme sia la distanza, tutte le strade erano così popolate, che crediamo essere al disotto del vero, dicendo che più di 100 mila persone han preso parte alla dimostrazione. »
« La participation de la population était immense. La vaste piazza Vittorio Emanuele était bondée. Le vaste Pont Vittorio Emanuele I avait une telle foule qu'il était impossible de créer un espace vide. À l'invitation du comité répondirent, comme citoyens, quasiment tous les conseillers municipaux comme Rorà, Sclopis, Cassinis, etc. Des sénateurs intervinrent tout comme des anciens députés comme le baron Tecco, Crispi, Laporta, etc.

Après la commémoration religieuse solennelle sur la Piazza della Gran Madre di Dio, qui fut digne et émouvante, les corporations se dirigèrent à la suite de nombreux membres du comité nommés pour guider le cortège, et de jeunes cafetiers, pâtissiers et distillateurs qui étaient à l'initiative de la commémoration. Une brigade de la garde nationale ouvrait la marche, suivie par l'orchestre de la garde nationale, qu'aucun éloge n'est suffisant pour qualifier sa participation et lui rendre ses honneurs.

Le cortège s'étendait et, du ponte di Po à la via di Po en passant par la piazza Vittorio Emanuele, une vague populaire déferla. Sur la piazza Castello, chaque membre du cortège, comme entraîné d'un seul mouvement, souleva son chapeau en passant sur le lieu funeste où fut versé le sang du 21 septembre.

De cette place proche du Po au cimetière, même si la distance est considérable, toutes les rues étaient si noires de monde que cela paraissait invraisemblable, je dirais que plus de cent mille personnes ont pris part à cette manifestation. »

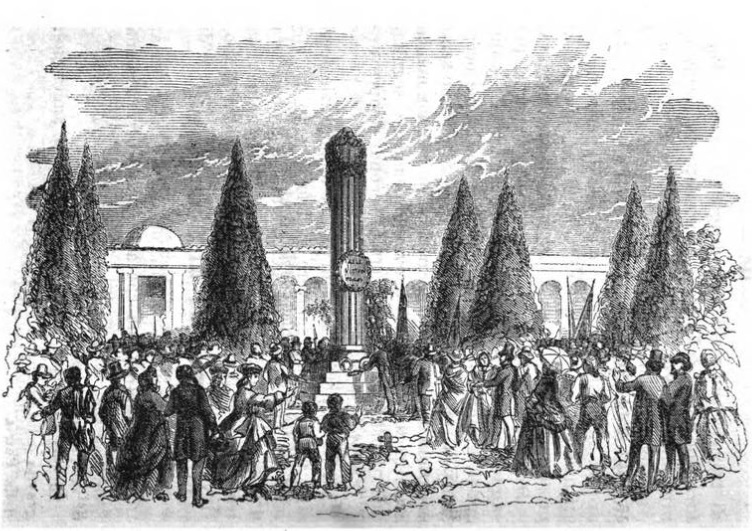
Prima commemorazione de' nostri caduti nelle sere 21 e 22 settembre 1864 in Torino (Almanacco nazionale per il 1866)

La commémoration fut répétée pour quelques années.
En 1867, un monument pour les victimes de septembre est mentionnée dans un journal turinois. Cependant, en 1868, il n'est pas fait mention d'un tel édifice. L'image rapportée par l'Almanacco nazionale per il 1866 (ci-contre) avec une stèle funéraire est à prendre pour une invention puisque cette année là les couronnes de fleurs furent posées seulement sur les tombes et sur la description de l'image, aucun nom n'est mentionné pour définir le monument.

### Plaque sur lapiazza San Carlo

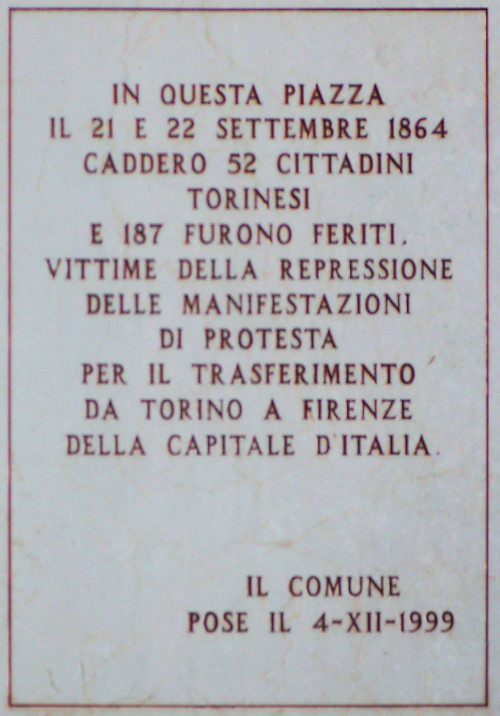
Plaque commémorative sur la piazza San Carlo

En décembre 1999, la ville de Turin posa une plaque commémorative sur la piazza San Carlo en souvenir des victimes.
Le nombre de victimes semblent être en relation avec la première version du rapport rédigé par le docteur Rizzetti. En effet, il indique le nombre de 52 victimes pour les deux journées sur les piazza San Carlo et piazza Castello. Le nombre de blessés est porté à 187, ce qui était initialement reporté comme le total des morts et des blessés.

### 150eanniversaire
Le 22 septembre 2014, à l'occasion du 150e anniversaire, le conseil municipal de Turin commemora les événements.

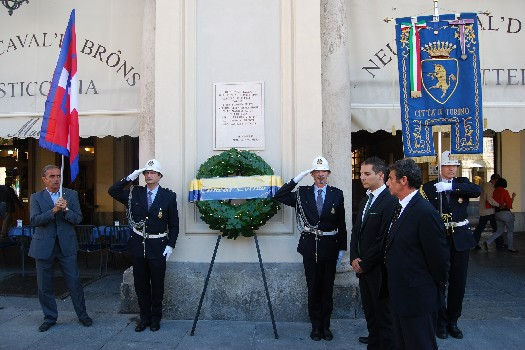
Commémoration de 2014.
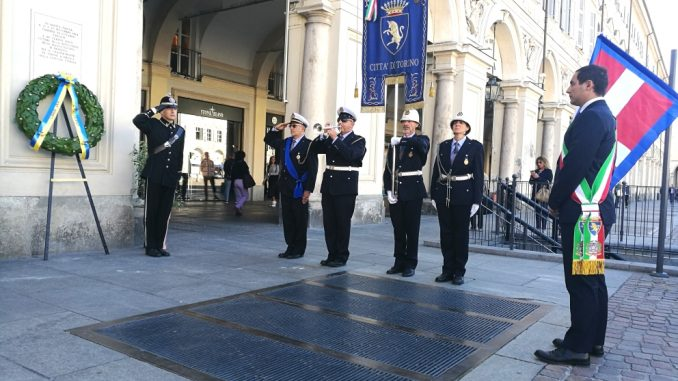
Commémoration de 2017.